# Tinatin Dalakishvili
Tinatin Dalakishvili, dite Tina (en géorgien : თინათინ (თინა) დალაქიშვილი), née à Tbilissi (Géorgie) le 2 février 1991, est une actrice et mannequin géorgienne,.

## Biographie
Tinatin Dalakishvili naît en 1991 à Tbilissi ; son nom est traduit du géorgien par Rayon de soleil. Paysagiste de métier, elle n'a pas eu de formation d'actrice.
À 17 ans, elle commence une carrière de mannequin. Elle joue également dans plusieurs courts métrages. En 2010, elle fait ses débuts sous la direction de Dato Borchkhadze. Son premier rôle remarqué est celui de Lesya dans la comédie romantique de Rezo Gigineishvili Love with an Accent.
Elle se fait connaître à l'étranger grâce au film de science-fiction/fantastique en anglais Abigail, le pouvoir de l'élue, dans lequel elle joue le rôle principal.
Depuis 2019, elle vit avec son partenaire Nikusha Antadze.

## Filmographie

### Cinéma
- 2010 : Seazione de Dato Borchkhadze
- 2012 : Agnus Dei d'Agim Sopi
- 2012 : Bolo gaseirneba de Zaza Urushadze
- 2012 : Love with an Accent (en) de Rezo Gigineishvili (ru)
- 2013 : Irandam Ulagam (en) de Selvaraghavan
- 2014 : Tbilisi, I Love You de Nika Agiashvili (en), Irakli Chkhikvadze, Levan Glonti, Alexander Kviria, Tako Shavgulidze, Kote Takaishvili et Levan Tutberidze (hy)
- 2014 : La Star d'Anna Melikyan
- 2014 : Lost in Escapade de Beso Turazashvili (court métrage)
- 2014 : Barefooted de Giga Baindurashvili (court métrage)
- 2016 : Intérieur nuit de Marvin Jouno
- 2017 : Hostages de Rezo Gigineishvili (ru)
- 2019 : Abigail, le pouvoir de l'élue d'Aleksandr Boguslavskiy
- 2020 : Let It Snow de Stanislav Kapralov
- 2021 : Médée (Медея) d'Aleksandr Zeldovitch
- 2023 : Tyler Rake 2 de Sam Hargrave

### Télévision
- 2022 : The Undeclared War (mini-série) : Marina Veselova